# Mellieħa SC
El Melieha SC es un equipo de fútbol de Malta que juega en la Tercera División de Malta, la cuarta categoría de fútbol en el país.

## Historia
Fue fundado en el año 1961 en la ciudad de Mellieha al norte de Malta, donde han militado en el fútbol de Malta desde su fundación, aunque principalmente han militado en la tercera y cuarta división, aunque en el año 1992 lograron el ascenso a la Premier League de Malta por primera vez en su historia, donde estuvieron en la temporada 1992/93.
Luego de su participación en la máxima categoría, el club tuvo un bajón de rendimiento que lo llevó a la Tercera División de Malta, eso hasta que en la temporada 2005/06 ascendió a la Primera División de Malta, aunque solo estuvo ahí en una temporada.

## Rivalidades
El club cuenta con una rivalidad con el Sirens FC, equipo que también se encuentra al norte de Malta, en el llamado Derbi Azul por el color de los uniformes de ambos equipos.

## Entrenadores
- Ronald Vella (2008-??)[4]